# Saint-Crépin-de-Richemont
Saint-Crépin-de-Richemont är en kommun i departementet Dordogne i regionen Nouvelle-Aquitaine i sydvästra Frankrike. Kommunen ligger i kantonen Mareuil som tillhör arrondissementet Nontron. År 2018 hade Saint-Crépin-de-Richemont 226 invånare.

## Befolkningsutveckling
Antalet invånare i kommunen Saint-Crépin-de-Richemont
Referens:INSEE